# Ibrahima Konaté
Ibrahima Konaté (* 25. května 1999, Paříž, Francie) je francouzský fotbalový obránce. V červenci 2021 přestoupil do anglického týmu Liverpool FC,

## Klubová kariéra

### Sochaux
Konaté bylo od roku 2014 členem akademie francouzského týmu FC Sochaux-Montbéliard, kam přešel z akademie týmu Paris FC. Svůj debut za první tým odehrál 10. ledna 2017 v utkání ligového poháru proti AS Monaku. 7. dubna pak v druhé francouzské lize vstřelil svůj první a také jediný gól během působení v klubu, a to v utkání proti Chamois Niortais.
Během působení v klubu odehrál celkem 12 ligových utkání a také jeden zápas právě v Coupe de la Ligue.

### RB Leipzig
Po úspěšné půlsezoně v A-Týmu odešel 1. července 2017 zdarma do německého klubu RB Leipzig. V klubu podepsal pětiletou smlouvu. Svůj debut za klub odehrál v utkání německé Bundesligy proti týmu 1. FC Köln. Svůj první gól za Lipsko vstřelil až v následující sezóně, 27. ledna 2019 v ligovém utkání proti Fortuna Düsseldorf.
3. října 2020 si přivodil vážné svalové zranění, kvůli kterému vynechal většinu sezóny. Kvůli tomuto zranění mimo jiné chyběl při historickém postupu Lipska do semifinále Ligy mistrů UEFA.

## Reprezentační kariéra
Konaté reprezentoval Francii v několika mládežnických kategoriích.
Konaté odehrál všechny zápasy své reprezentace na Mistrovství Evropy do 21 let 2019. V této kategorii také odehrál 9. září 2019 přátelské utkání s reprezentací České republiky. V tomto utkání nastoupil jako kapitán svého výběru. Další přátelský zápas s výběrem ČR odehrál také 20. ledna 2015 v kategorii U16.
Trenérem Sylvainem Ripollem byl nominován na závěrečný turnaj Eura do 21 let 2021.

## Statistiky
K 6. březnu 2021
| Klub       | Sezóna  | Liga           | Liga   | Liga | Národní pohár | Národní pohár | Ligový pohár | Ligový pohár | Evropský pohár | Evropský pohár | Ostatní | Ostatní | Celkem | Celkem |
| Klub       | Sezóna  | Liga           | Zápasy | Góly | Zápasy        | Góly          | Zápasy       | Góly         | Zápasy         | Góly           | Zápasy  | Góly    | Zápasy | Góly   |
| ---------- | ------- | -------------- | ------ | ---- | ------------- | ------------- | ------------ | ------------ | -------------- | -------------- | ------- | ------- | ------ | ------ |
| Sochaux II | 2016/17 | CFA 2          | 9      | 1    | —             | —             | —            | —            | —              | —              | —       | —       | 9      | 1      |
| Sochaux    | 2016/17 | Ligue 2        | 12     | 1    | 0             | 0             | 1            | 0            | —              | —              | —       | —       | 13     | 1      |
| RB Leipzig | 2017/18 | Bundesliga     | 16     | 0    | 0             | 0             | —            | —            | 4              | 0              | —       | —       | 20     | 0      |
| RB Leipzig | 2018/19 | Bundesliga     | 28     | 1    | 6             | 0             | —            | —            | 9              | 2              | —       | —       | 43     | 3      |
| RB Leipzig | 2019/20 | Bundesliga     | 8      | 0    | 1             | 0             | —            | —            | 2              | 0              | —       | —       | 11     | 0      |
| RB Leipzig | 2020/21 | Bundesliga     | 14     | 1    | 1             | 0             | —            | —            | 6              | 0              | —       | —       | 21     | 1      |
| RB Leipzig | Celkem  | Celkem         | 66     | 2    | 8             | 0             | —            | —            | 21             | 2              | —       | —       | 95     | 4      |
| Liverpool  | 2021/22 | Premier League |        |      |               |               |              |              |                |                |         |         |        |        |
| Celkem     | Celkem  | Celkem         | 87     | 4    | 8             | 0             | 1            | 0            | 21             | 2              | 0       | 0       | 117    | 6      |